# Cass County, Nebraska
Cass County är ett administrativt område i delstaten Nebraska, USA, med 25 241 invånare. Den administrativa huvudorten (county seat) är Plattsmouth. Countyt har fått sitt namn efter Lewis Cass.

## Geografi
Enligt United States Census Bureau har countyt en total area på 1 466 km². 1 448 km² av den arean är land och 18 km² är vatten.

### Angränsande countyn

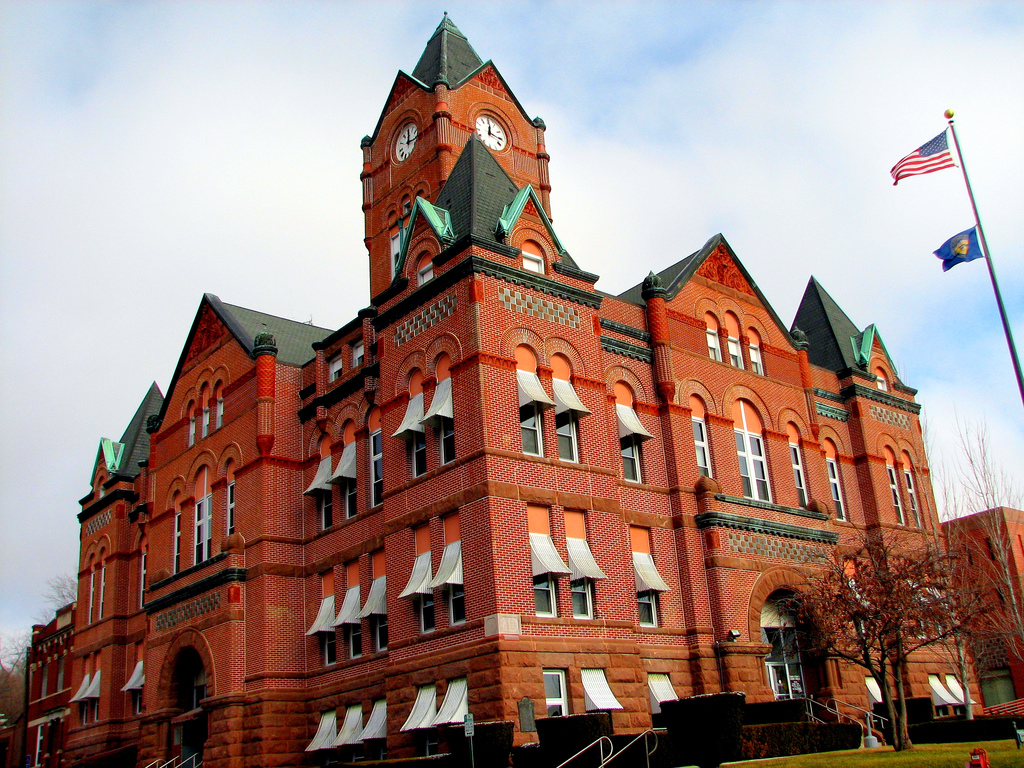
Cass County Courthouse i Plattsmouth.

- Sarpy County - nord
- Mills County, Iowa - nordost
- Fremont County, Iowa - sydost
- Otoe County - syd
- Lancaster County - väst
- Saunders County - nordväst